# Bladtjärnen (Viksjö socken, Ångermanland)
Bladtjärnen är en sjö i Härnösands kommun i Ångermanland och ingår i Indalsälvens huvudavrinningsområde.